# 庄下村
庄下村（しょうげむら）は、かつて富山県東礪波郡にあった村。現在の砺波市庄下地区で、地区内には大門素麺の生産で名高い大門集落がある。
村名は十村組の庄下組（庄川の下ということで近世に作られた俗称と思われる）に属していたことが直接の由来となっている。

## 沿革
- 1889年（明治22年）4月1日 - 町村制の施行により、礪波郡庄下舘村、庄下新村、矢木（やぎ）村、大門（おおかど）村、大門新村、坪内（つぼのうち）村、高道（たかんど）村及び宮村（みやむら、現在の住所も砺波市宮村）の区域をもって、礪波郡庄下村が発足する。当時の村役場は矢木村147番地根尾辰次郎宅に置かれた[3]。
- 1896年（明治29年）3月29日 - 郡制の施行のため、礪波郡が分割して、東礪波郡が発足により、東礪波郡に所属となる。
- 1904年（明治37年） - 村役場が矢木村159番地の根尾藤右衛門宅に移転[3]。
- 1910年（明治43年） - 村役場が矢木村15番地沢田弥右衛門宅に移転[3]。同年9月、矢木村267番地の役場庁舎（当時の村長・根尾宗四郎が自分の所有地に建設された洋風の建物）が竣工[3]。
- 1913年（大正2年） - 大字大門新が大字大門に合併[4]。
- 1950年（昭和25年）12月20日 - 村役場が矢木889番地に移転[3]。
- 1952年（昭和27年）4月1日 - 東礪波郡出町、油田村、中野村、庄下村、五鹿屋村及び林村が合併して、東礪波郡砺波町が発足する。旧村役場は一砺波町役場庄下支所として使用された後に庄下農業協同組合に譲渡され、次いで農協の合併により農協支所となり、1974年に同支所が改築された後は宮丸公民館として移築された[3]。

## 歴代村長
出典→
1. 4代目・根尾長次郎（1889年4月1日 - 1905年7月）
2. 8代目・根尾宋四郎（1905年7月 - 1929年3月18日）
3. 島田兵四郎（1929年3月27日 - 1933年3月26日）
4. 5代目・根尾長次郎（1933年4月3日 - 1946年3月11日）
5. 清水佐太郎（1947年4月11日 - 1951年4月4日）
6. 9代目・根尾宋四郎（1951年4月24日 - 1952年3月31日）